# Dübensammlung

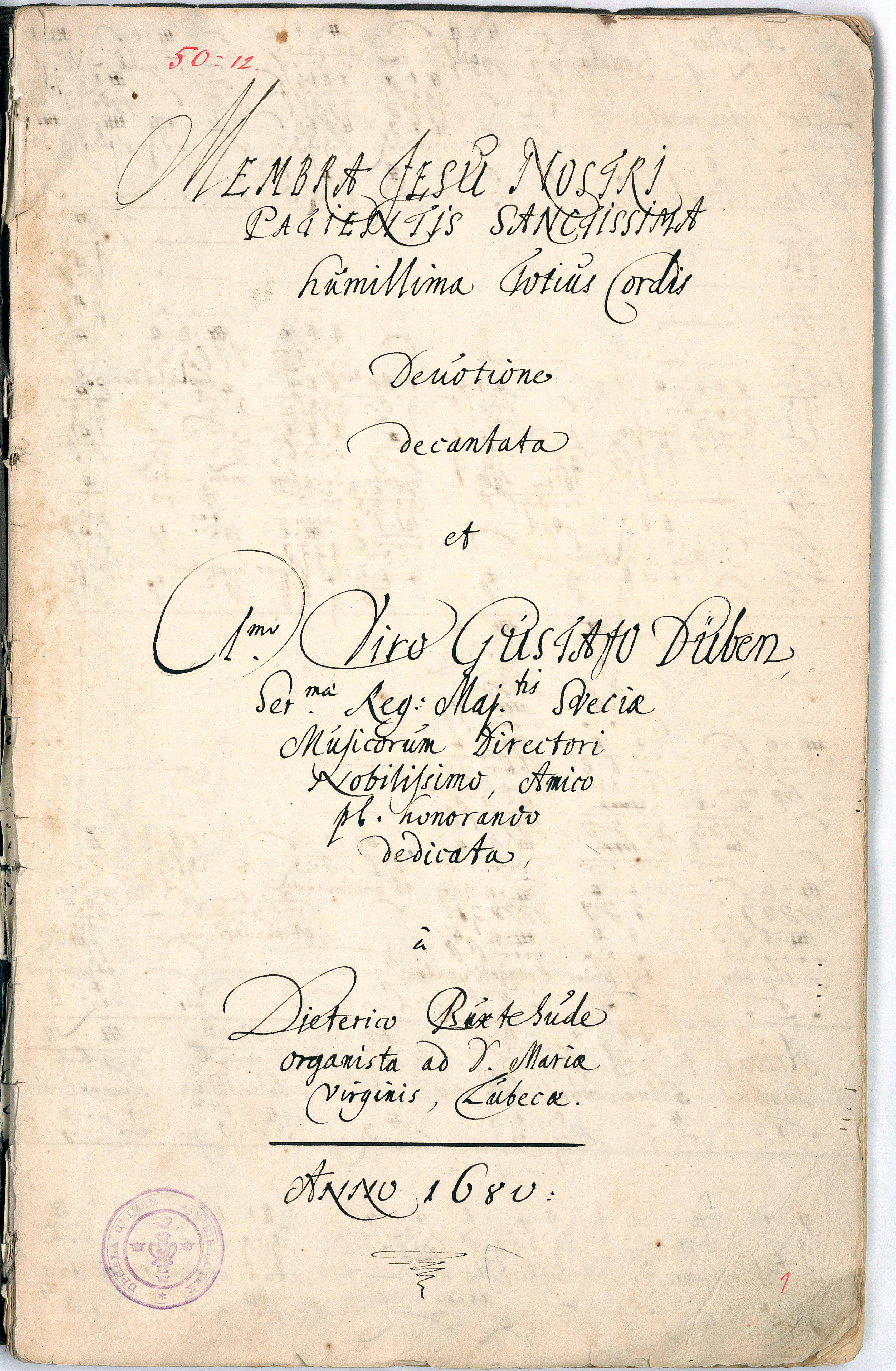
Membra Jesu nostri von Dietrich Buxtehude, Widmunsgexemplar

Die Dübensammlung ist eine Sammlung von ca. 2300 musikalischen Werken von über 300 benannten Komponisten sowie einigen unbekannten Komponisten. Insgesamt enthält die Sammlung über 30.000 handschriftliche Seiten sowie etwa 50 gedruckte Werke und stellt heute eine der wichtigsten Originalquellen für Musikwerke des 17. Jahrhunderts unter anderem bekannter Komponisten wie Dieterich Buxtehude und Heinrich Schütz dar. 

## Geschichte
Die Sammlung wurde in den Jahren 1640 bis 1720 von dem schwedischen Hofkapellmeister Gustav Düben und seinem Sohn zusammengestellt und später der Universitätsbibliothek Uppsala übergeben. Hier geriet sie zunächst auf einem Dachboden in Vergessenheit, bis sie 1888 von Carl Stiehl wiederentdeckt wurde. Im Jahr 1988 startete der Musikwissenschaftler der Universität Uppsala Erik Kjellberg gemeinsam mit Kerala J. Snyder eine Initiative zur Digitalisierung der Werke, die auch der Öffentlichkeit über das Internet zugänglich gemacht werden sollten. Im September 2006 wurde die Datenbank im Rahmen eines musikwissenschaftlichen Symposiums im Museum Gustavianum und eines Konzertes der Öffentlichkeit übergeben. Bereits seit 1986 sind die enthaltenen Werke katalogisiert und in Libris sowie über die lokale Datenbank DISA recherchierbar.

## Inhalt
Die Dübensammlung enthält eine große Anzahl Vokalwerke vor allem der Musikszene um die Ostsee, aber auch der italienischen, französischen und englischen Musikwelt. Einen großen Anteil stellen darunter Werke des Lübecker Komponisten Dieterich Buxtehude dar. Außerdem enthält sie französische Opernmusik und Werke von Komponisten wie Vincenzo Albrici, Giacomo Carissimi, Henri Dumont und Johann Heinrich Schmelzer. Zudem ist die Dübensammlung maßgebliche Quelle für die Instrumentalmusik des 17. Jahrhunderts, neben dem Partiturbuch Ludwig, der Sammlung Kromeriz sowie dem von Franz Rost zusammengetragenen Codex Rost. 